# ۷۹۸ (خورشیدی)
۷۹۸ هفتصد و نود و هشتمین سال هجری خورشیدی است.